# Vizos
Vizos (en occitano Visòs) era una comuna francesa situada en el departamento de Alto Loira, de la región de Occitania, que el 1 de enero de 2017 fue suprimida al fusionarse con la comuna de Saligos, y formar la comuna nueva de Saligos.

## Demografía
| Gráfica de evolución demográfica de Vizos entre 1800 y 2014 |
|                                                             |

Los datos demográficos contemplados en este gráfico de la comuna de Vizos  se han cogido de 1800 a 1999 de la página francesa EHESS/Cassini, y los demás datos de la página del INSEE.